# 팔토가

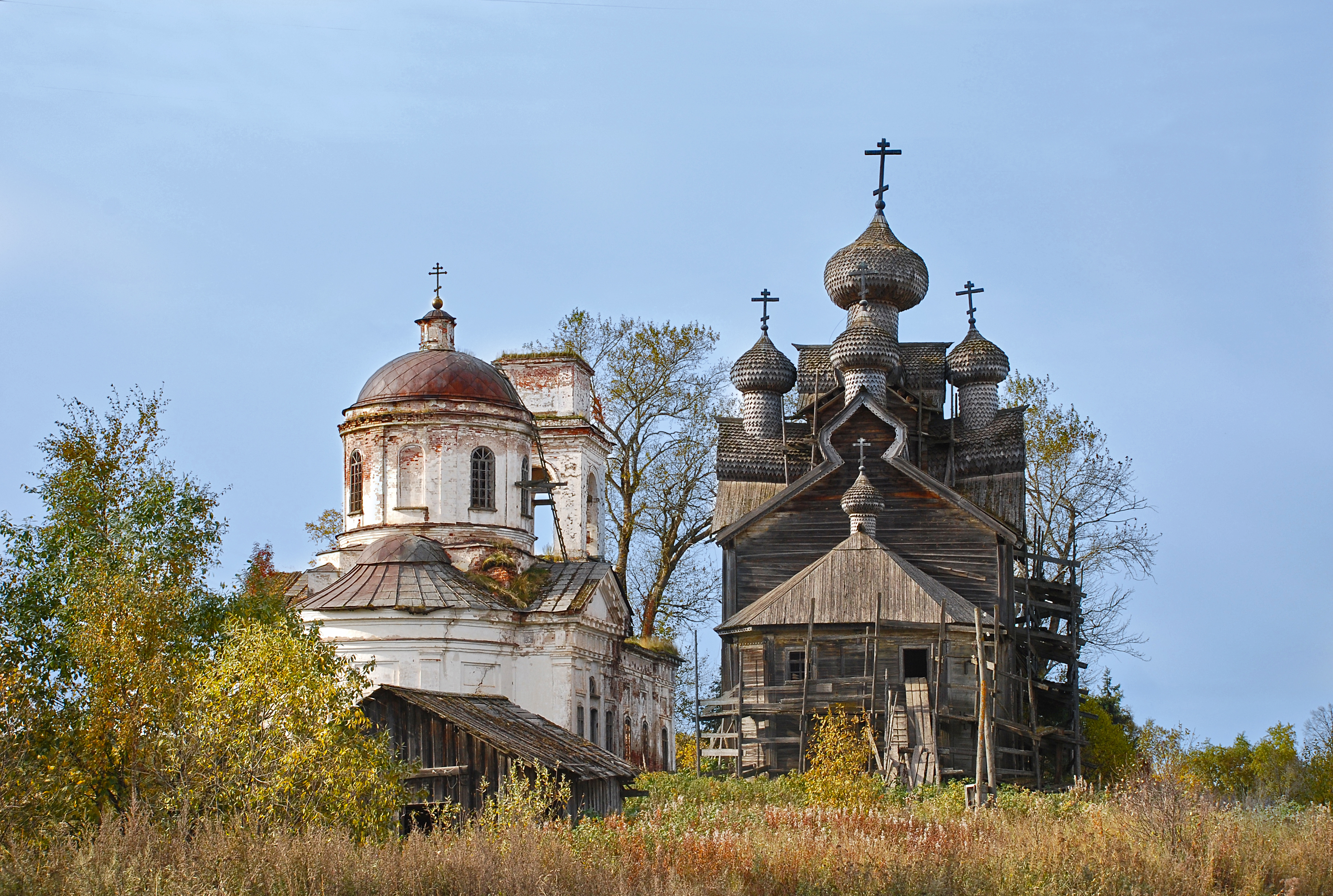
팔토가의 교회당

팔토가(러시아어: Палтога)는 러시아 볼로그다주 비테고르스키 구에 위치한 마을로 인구는 295명(2002년 기준)이다. 2001년 여러 마을들을 합병하여 신설되었다.